# Neustadt 115 (Güntersberge)

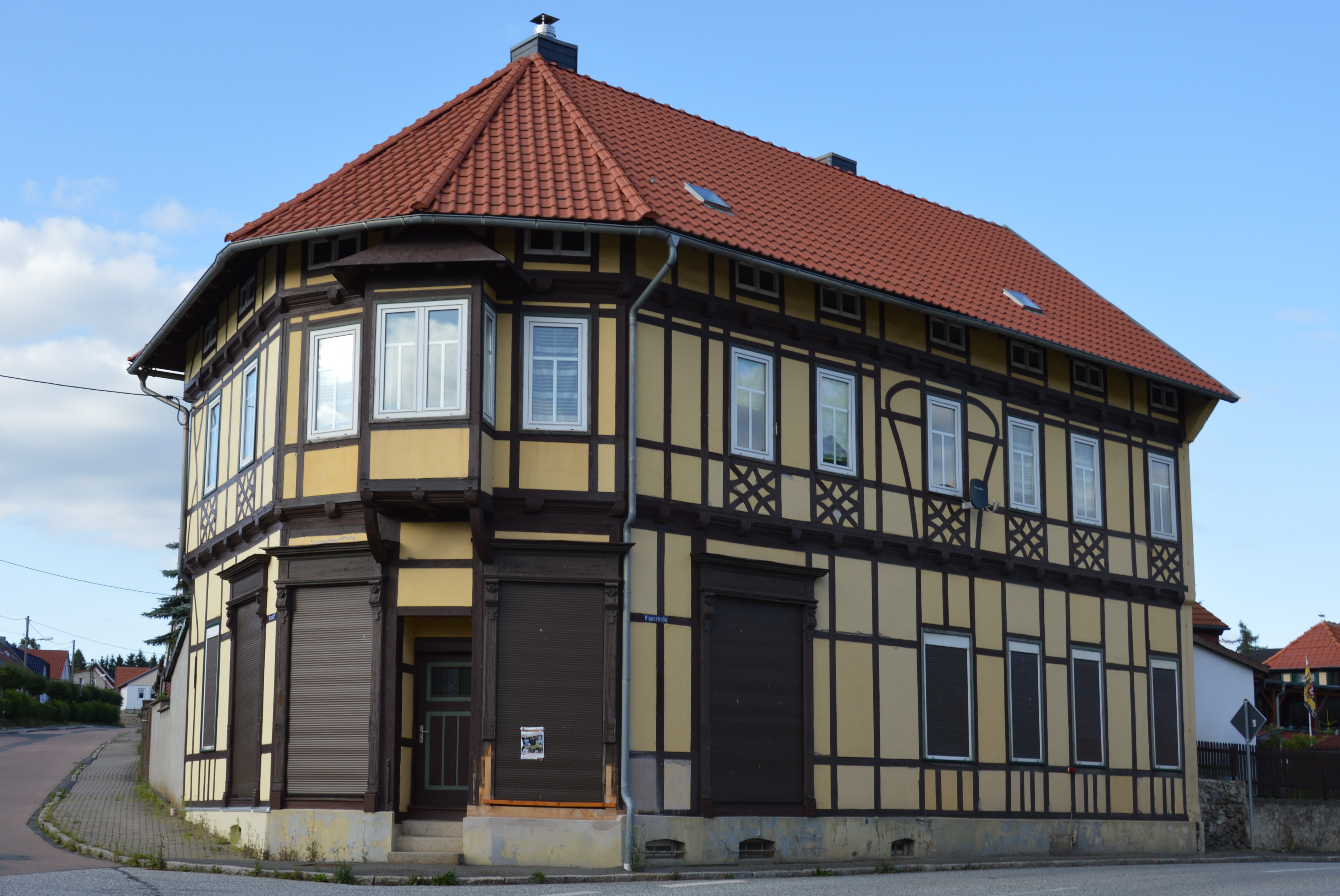
Neustadt 115

Das Gebäude Neustadt 115 ist ein denkmalgeschütztes Wohnhaus in der Ortschaft Güntersberge der Stadt Harzgerode im Harz in Sachsen-Anhalt.

## Lage
Es befindet sich in einer städtebaulich wichtigen, markanten Ecklage an der Einmündung der Klausstraße auf die Straße Neustadt im Stadtzentrum von Güntersberge.

## Architektur und Geschichte
Das zweigeschossige Gebäude wurde in Fachwerkbauweise errichtet. Das Fachwerk des Hauses verbindet die traditionellen Verzierungen der Zeit um das Jahr 1700 mit Elementen des Jugendstils. Die Ecklage ist durch einen vor dem Obergeschoss befindlichen Erker betont. Im Erdgeschoss befindet sich in der Ecksituation ein Ladengeschäft.
Auf der Ostseite besteht ein niedrigerer Fachwerkanbau.
Im örtlichen Denkmalverzeichnis ist das Wohnhaus unter der Erfassungsnummer 094 84975 als Baudenkmal verzeichnet.